# 叫叫男子〜金曜深夜のホラーゲーム〜
『叫叫男子〜金曜深夜のホラーゲーム〜』（きょうきょうだんしきんようしんやのホラーゲーム）は、2024年10月5日（4日深夜）から2025年3月22日（21日深夜）までテレビ朝日の『バラバラ大作戦』（金曜第2部）で放送されていたバラエティ番組。
アルコ＆ピースの酒井健太とゲストがホラーゲームを実況プレイする番組である。

## 出演者
- 酒井健太（アルコ＆ピース）

## 放送リスト

### 通常回
| #  | 放送日         | ゲーム           | ゲスト |
| -- | -------------- | ---------------- | --- |
| 1  | 2024年10月05日 | DON'T SCREAM     | 吉田仁人・曽野舜太（M!LK） 高野正成（きしたかの）                                                                         |
| 2  | 2024年10月12日 | DON'T SCREAM     | 吉田仁人・曽野舜太（M!LK） 高野正成（きしたかの）                                                                         |
| 3  | 2024年10月19日 | 地獄銭湯         | 橘柊生（DISH//） 高野正成（きしたかの）                                                                                   |
| 4  | 2024年11月02日 | 地獄銭湯         | 橘柊生（DISH//） 高野正成（きしたかの）                                                                                   |
| 5  | 2024年11月09日 | The Classrooms   | 四谷真佑・西島蓮汰（OCTPATH） チャンス大城                                                                                |
| 6  | 2024年11月16日 | The Classrooms   | 四谷真佑・西島蓮汰（OCTPATH） チャンス大城                                                                                |
| 7  | 2024年11月23日 | Supernatural     | 栗谷（カカロニ/カリスマスリー） Den（リンダカラー∞/カリスマスリー） すがちゃん最高No.1（ぱーてぃーちゃん/カリスマスリー） |
| 8  | 2024年12月07日 | Supernatural     | 栗谷（カカロニ/カリスマスリー） Den（リンダカラー∞/カリスマスリー） すがちゃん最高No.1（ぱーてぃーちゃん/カリスマスリー） |
| 9  | 2024年12月14日 | PANICORE         | スタンミ ガク（真空ジェシカ）                                                                                             |
| 10 | 2024年12月21日 | クソデカ囃子     | スタンミ ガク（真空ジェシカ）                                                                                             |
| 11 | 2025年01月11日 | Hospital 666     | 田中洸希・池田彪馬（SUPER★DRAGON） 兎（ロングコートダディ）                                                               |
| 12 | 2025年01月18日 | DON'T SCREAM     | 田中洸希・池田彪馬（SUPER★DRAGON） 兎（ロングコートダディ）                                                               |
| 13 | 2025年01月25日 | MiSide:ミサイド  | 宮田俊哉（Kis-My-Ft2） スタンミ みちお（トム・ブラウン）                                                                  |
| 14 | 2025年02月08日 | 呪われたデジカメ | 宮田俊哉（Kis-My-Ft2） スタンミ みちお（トム・ブラウン）                                                                  |
| 15 | 2025年02月15日 | 呪われたデジカメ | 田中洸希（SUPER★DRAGON） スタンミじゃぱん みちお（トム・ブラウン）                                                        |
| 16 | 2025年02月22日 | 散歩 - Walk      | 田中洸希（SUPER★DRAGON） スタンミじゃぱん みちお（トム・ブラウン）                                                        |
| 17 | 2025年03月08日 | サイレントヒル2  | rion（Crazy Raccoon） スタンミじゃぱん 吉田仁人（M!LK） 高野正成（きしたかの） ガク（真空ジェシカ、#17のみ）              |
| 18 | 2025年03月15日 | 人の交換日記     | rion（Crazy Raccoon） スタンミじゃぱん 吉田仁人（M!LK） 高野正成（きしたかの） ガク（真空ジェシカ、#17のみ）              |
| 19 | 2025年03月22日 | DON'T SCREAM     | rion（Crazy Raccoon） スタンミじゃぱん 吉田仁人（M!LK） 高野正成（きしたかの） ガク（真空ジェシカ、#17のみ）              |

### 特別編

#### 叫叫男子と輝輝女子
- 2024年12月29日、0:45 - 1:45 放送。「アイ＝ラブ!げーみんぐ」の出演者とのゲーム対決を行った。
- ゲーム：DON’T SCREAM、メテオアリーナ
- 叫叫男子チーム：酒井健太（アルコ＆ピース）、吉田仁人（M!LK）、すがちゃん最高No.1（ぱーてぃーちゃん）
- 輝輝女子チーム：アインシュタイン、佐々木舞香・齋藤樹愛羅（=LOVE）

## スタッフ
- 構成：岐部昌幸
- CAM：河部謙一
- 音声：吉川淳
- イラスト：鈴木夏菜
- 音響効果：高津浩史
- 編集：星貴仁（#1-2、4-7、12、15、17-19）、野中博史（#3、8-9、11）、辻泰治（#10）、塔尾公彦（#13-14）、筒井啓介（#16）
- MA：三好雪花（#1-2、4-5、8-10）、浦辺裕太（#3）、玉田良太（#6-7、13-19）、鄭美愛（#11）、杉山勉（#12）
- 技術協力：turn up、e-naスタジオ
- 編成：米川宝、阿部旭紘
- 宣伝：増田晶子
- 制作協力：ザ・ワークス
- 制作スタッフ：岡村帆乃、石塚亘（#5-19）
- 制作進行：高野裕基
- ディレクター：楠田康平、山下恵
- 演出：川島一平
- プロデューサー：菅原悠平、原田廣一（ザ・ワークス）、土屋友輝（ザ・ワークス）
- ゼネラルプロデューサー：丹羽敦子
- 制作著作：テレビ朝日